# Gelber Stern (Hildesheim)
 (février 2023).
Si vous disposez d'ouvrages ou d'articles de référence ou si vous connaissez des sites web de qualité traitant du thème abordé ici, merci de compléter l'article en donnant les références utiles à sa vérifiabilité et en les liant à la section « Notes et références ».
En pratique : Quelles sources sont attendues ? Comment ajouter mes sources ?
Gelber Stern est une rue historique de Hildesheim, une ville de Basse-Saxe en Allemagne. Sa longueur est de 135 m et elle est située au sud du centre-ville. Lappenberg, le centre de l'ancienne communauté juive, est à proximité.

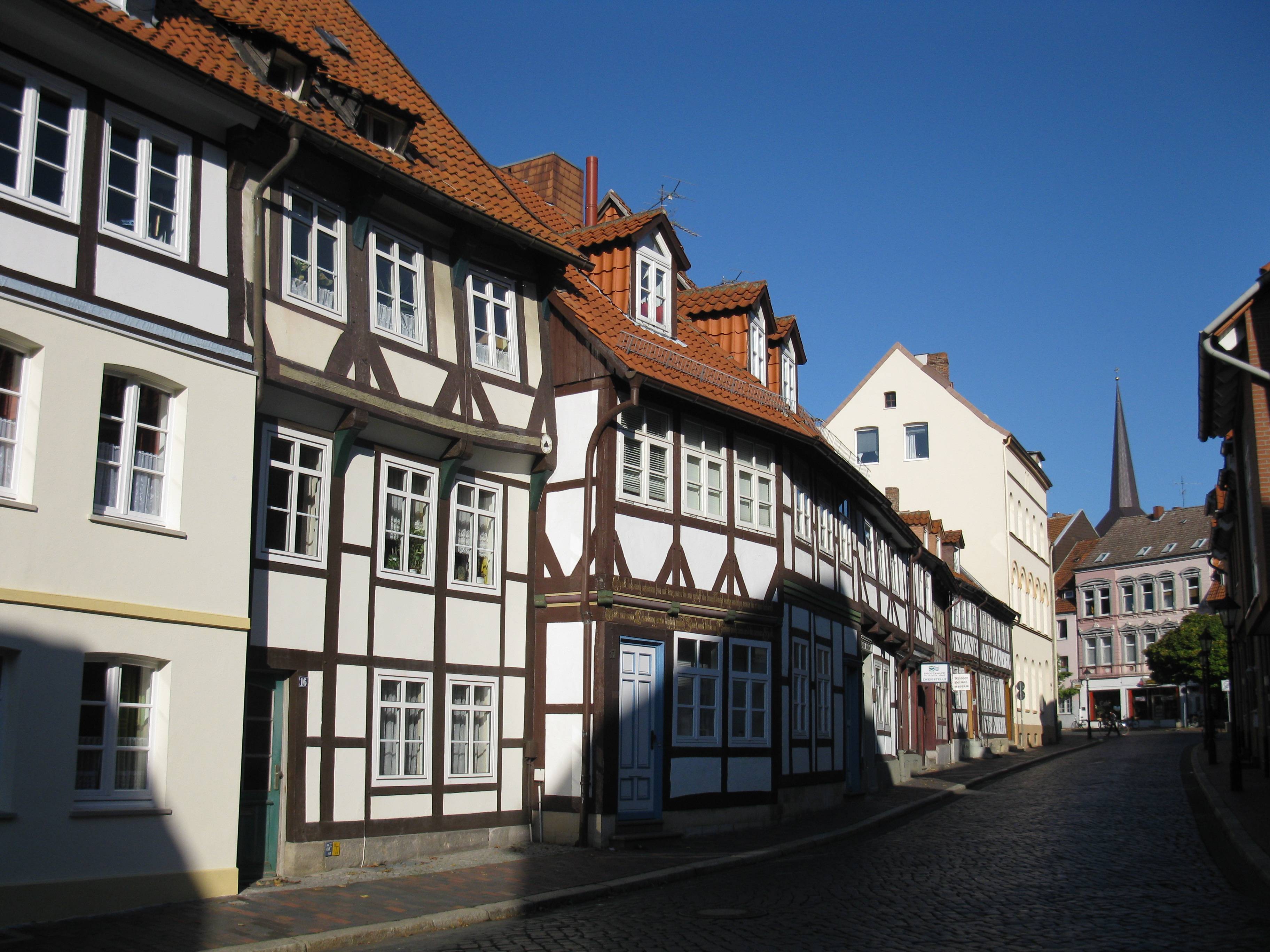
Gelber Stern

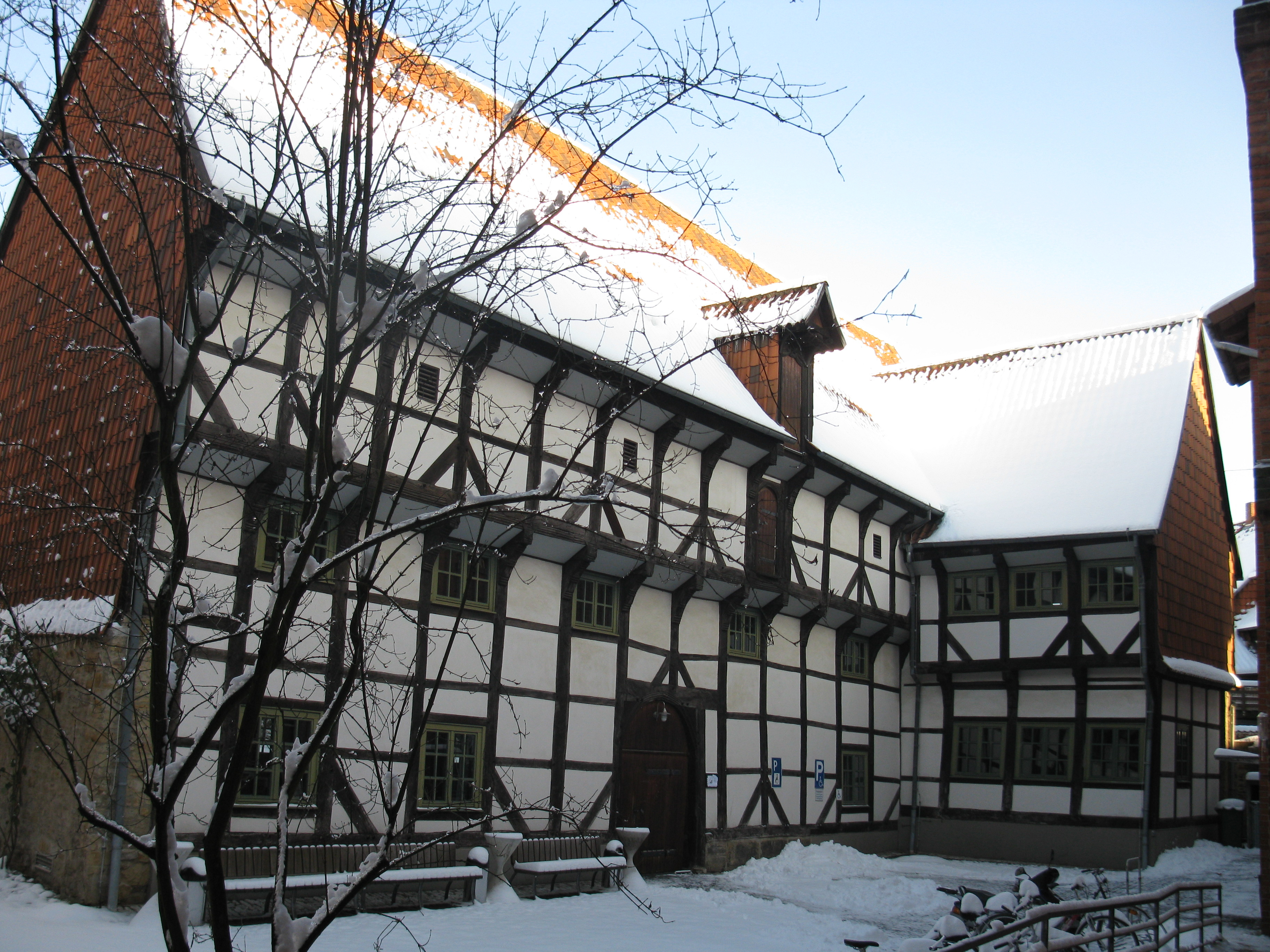
Maison à pans de bois datant de la fin du XVe siècle

## Histoire
la rue est mentionnée pour la première fois dans un document datant de 1650. Son nom est alors Geiler Stert, mais la signification en reste inconnue. Le nom actuel Gelber Stern est utilisé depuis le début du XIXe siècle. Traduit littéralement, cela signifie « Étoile Jaune ». Ce nom ne fait cependant probablement pas référence à l'Etoile de David car la rue ne faisait pas partie de la communauté juive.
Pendant la Seconde Guerre mondiale, Gelber Stern et les rues et ruelles environnantes ont relativement peu subi de dégâts. Certaines maisons ont été légèrement endommagées lors des raids aériens du 22 février 1945 et du 22 mars 1945, mais les dégâts ont pu être réparés en préservant le style d'origine après la guerre.

## Lieux
Gelber Stern est l'une des rues les plus pittoresques de Hildesheim car la plupart des bâtiments sont des maisons à colombages. L'une des plus intéressantes est le numéro 21, appelée Waffenschmiedehaus (Maison de l'Armurier) datant de 1548 avec des sculptures en bois colorées dans un style Renaissance. Des inscriptions gravées peuvent être vues sur les façades de plusieurs maisons, par exemple aux numéros 14 - 16 qui ont été construits à la fin du XVIe siècle. Une prière complète composée de quatre phrases a été gravée sur la façade de la maison au numéro 17.
Le grand bâtiment au coin de Gelber Stern et Brühl est un ancien hôpital qui a été construit dans un style classique de 1833 à 1840. Aujourd'hui, il est utilisé comme séminaire de prêtres. La plus ancienne maison à pans de bois de Hildesheim, qui sert aujourd'hui de bibliothèque, se visite dans sa cour intérieure. Elle a été construite en style gothique à la fin du XVe siècle.

## Source de traduction
- (en) Cet article est partiellement ou en totalité issu de l’article de Wikipédia en anglais intitulé « Gelber Stern (Hildesheim) » (voir la liste des auteurs).